# Kao Ching-Yi
Kao Ching-Yi es una deportista taiwanesa que compitió en taekwondo.
Ganó una medalla de oro en el Campeonato Mundial de Taekwondo de 1999, y una medalla de plata en el Campeonato Asiático de Taekwondo de 1998. En los Juegos Asiáticos de 1998 consiguió una medalla de bronce.

## Palmarés internacional
| Representando a China Taipéi |                              |                   |           |
| Campeonato Mundial           |                              |                   |           |
| Año                          | Lugar                        | Medalla           | Categoría |
| 1999                         | Edmonton (Canadá)            | Medalla de oro    | +72 kg    |
| Juegos Asiáticos             |                              |                   |           |
| Año                          | Lugar                        | Medalla           | Categoría |
| 1998                         | Bangkok (Tailandia)          | Medalla de bronce | –65 kg    |
| Campeonato Asiático          |                              |                   |           |
| Año                          | Lugar                        | Medalla           | Categoría |
| 1998                         | Ciudad Ho Chi Minh (Vietnam) | Medalla de plata  | +70 kg    |